# 埃鲁迈帕蒂
埃鲁迈帕蒂（Erumaipatti），是印度泰米尔纳德邦Namakkal县的一个城镇。总人口9303（2001年）。

## 人口
该地2001年总人口9303人，其中男性4706人，女性4597人；0—6岁人口935人，其中男490人，女445人；识字率70.78%，其中男性为78.56%，女性为62.82%。